# Saint-Bresson
|  | Per a altres significats, vegeu «Saint-Bresson (Gard)». |

Saint-Bresson és un municipi francès al departament de l'Alt Saona i a la regió de Borgonya - Franc Comtat. L'any 2007 tenia 429 habitants.

## Demografia

### Població
El 2007 la població de fet de Saint-Bresson era de 429 persones. Hi havia 190 famílies, de les quals 64 eren unipersonals (28 homes vivint sols i 36 dones vivint soles), 71 parelles sense fills, 51 parelles amb fills i 4 famílies monoparentals amb fills.
La població ha evolucionat segons el següent gràfic:

### Habitatges
El 2007 hi havia 296 habitatges, 193 eren l'habitatge principal de la família, 86 eren segones residències i 17 estaven desocupats. 268 eren cases i 27 eren apartaments. Dels 193 habitatges principals, 151 estaven ocupats pels seus propietaris, 31 estaven llogats i ocupats pels llogaters i 11 estaven cedits a títol gratuït; 1 tenia una cambra, 6 en tenien dues, 23 en tenien tres, 57 en tenien quatre i 106 en tenien cinc o més. 175 habitatges disposaven pel capbaix d'una plaça de pàrquing. A 76 habitatges hi havia un automòbil i a 88 n'hi havia dos o més.

### Piràmide de població
La piràmide de població per edats i sexe el 2009 era:
| Homes | Edats   | Dones |
| ----- | ------- | ----- |
| 0     | 95 o +  | 0     |
| 4     | 90 a 94 | 4     |
| 4     | 85 a 89 | 4     |
| 0     | 80 a 84 | 8     |
| 8     | 75 a 79 | 16    |
| 16    | 70 a 74 | 16    |
| 12    | 65 a 69 | 20    |
| 12    | 60 a 64 | 12    |
| 16    | 55 a 59 | 8     |
| 4     | 50 a 54 | 24    |
| 8     | 45 a 49 | 12    |
| 24    | 40 a 44 | 8     |
| 24    | 35 a 39 | 8     |
| 8     | 30 a 34 | 16    |
| 20    | 25 a 29 | 0     |
| 8     | 20 a 24 | 8     |
| 12    | 15 a 19 | 12    |
| 16    | 10 a 14 | 4     |
| 16    | 5 a 9   | 0     |
| 0     | 0 a 4   | 4     |

## Economia
El 2007 la població en edat de treballar era de 246 persones, 177 eren actives i 69 eren inactives. De les 177 persones actives 154 estaven ocupades (95 homes i 59 dones) i 23 estaven aturades (8 homes i 15 dones). De les 69 persones inactives 35 estaven jubilades, 13 estaven estudiant i 21 estaven classificades com a «altres inactius».

### Ingressos
El 2009 a Saint-Bresson hi havia 195 unitats fiscals que integraven 457,5 persones, la mediana anual d'ingressos fiscals per persona era de 13.216 €.

### Activitats econòmiques
Dels 17 establiments que hi havia el 2007, 2 eren d'empreses extractives, 1 d'una empresa alimentària, 1 d'una empresa de fabricació de material elèctric, 1 d'una empresa de fabricació d'altres productes industrials, 1 d'una empresa de comerç i reparació d'automòbils, 4 d'empreses d'hostatgeria i restauració, 2 d'empreses d'informació i comunicació, 2 d'empreses immobiliàries, 1 d'una empresa de serveis i 2 d'empreses classificades com a «altres activitats de serveis».
Dels 4 establiments de servei als particulars que hi havia el 2009, 1 era un veterinari i 3 restaurants.
L'únic establiment comercial que hi havia el 2009 era una fleca.
L'any 2000 a Saint-Bresson hi havia 40 explotacions agrícoles que ocupaven un total de 1.104 hectàrees.

## Equipaments sanitaris i escolars
El 2009 hi havia una escola elemental.

## Poblacions properes
El següent diagrama mostra les poblacions més properes.